# Mustivaara (kulle i Tornedalen)
Mustivaara är en kulle i Finland.   Den ligger i den ekonomiska regionen  Tornedalens ekonomiska region  och landskapet Lappland, i den norra delen av landet, 700 km norr om huvudstaden Helsingfors. Toppen på Mustivaara är 241 meter över havet.
Terrängen runt Mustivaara är huvudsakligen platt. Runt Mustivaara är det mycket glesbefolkat, med 2 invånare per kvadratkilometer.